# Readea
Readea  es un género monotípico de plantas con flores perteneciente a la familia de las rubiáceas. Incluye una sola especie: Readea membranacea Gillespie (1930). Es nativa de Fiyi.

## Taxonomía
Readea membranacea fue descrita por John Wynn Gillespie y publicado en Bernice P. Bishop Museum Bulletin 74: 35, f. 49, en el año 1930.
Sinonimia
- Margaritopsis membranacea (Gillespie) L.Andersson[3]